# 前進 (ベルギーの政党)
前進（ぜんしん、オランダ語: Vooruit）は、ベルギーの政党。オランダ語系のフラマン語圏であるベルギー北部のフランデレン地域を基盤とする社会民主主義政党である。
1885年に創設された ベルギー労働党 を起源とする。第二次世界大戦後の1945年に ベルギー社会党（BSP） となり、さらに1978年にベルギー北部のフランデレン地域の党とベルギー南部のワロン地域の党（現在の社会党）に分割された。その後、2001年に社会党・別（Socialistische Partij Anders、略称sp.a、異なった社会党 や 別の社会党 などとも表記される）と改称され、さらに2021年3月21日に現在の党名となった。「社会党・別」時代は、日本語では聞き慣れないため社会党連合、または意訳であるが フラマン系社会党 などと表記されることが多かった。また、副次的な党名として、社会進歩オルタナティブ（オランダ語:Sociaal Progressief Alternatief、この場合も略称はsp.aとなる）を持っていた。
2003年5月18日の総選挙では社会自由主義政党のスピリットと政党連合を組んで下院である代議院では150議席のうち23議席を獲得して躍進し、ヒー・フェルホフスタット首相率いる連立政権に参加した。
しかし、2007年6月10日の総選挙では代議院で14議席を獲得するにとどまり、大きく後退した（上院である元老院では7議席）。選挙後、イヴ・ルテルム政権には参加せず、野党となった。
2010年6月13日の総選挙では、フランデレン地方のベルギーからの独立を目指す新フラームス同盟が代議院で第一党に躍進したのとは対照的に、1議席減らして13議席に留まった。しかし、新フラームス同盟が与党に加わらないとしたため、各党は連立政権をなかなか樹立できず、政局は混迷した。結局、ワロン系社会党である社会党 (ベルギー・ワロン地域)から党首のエリオ・ディルポが首相となるまで、535日を要した。ディルポ政権には社会党・別も参加した。
2014年5月25日の総選挙においては、代議院で前回総選挙と同じ13議席に留まった。その後の政党間協議によって成立したシャルル・ミシェル連立政権には加わらず、野党となった。
ヨーロッパレベルでは欧州社会党に、世界レベルでは社会主義インターナショナルに加盟している。